# The Parent Trap (franquicia)
The Parent Trap es una franquicia estadounidense que consiste en películas de comedia familiares, incluyendo una versión original lanzada para salas de cine, tres secuelas hechas directamente para televisión, además de un remake. Basada en la novela de 1949 Las dos Carlotas de Erich Kästner, la trama se centra en hermanas gemelas idénticas, que fueron separadas al nacer y se redescubrieron mientras asistían a un campamento educativo. La pareja intercambia lugares al regresar a casa e idean un plan para volver a unir a su familia.
La película original de 1961 recibió una respuesta crítica positiva y se consideró un éxito. A partir de 1988, se produjeron y lanzaron tres secuelas de televisión como parte de la serie The Magical World of Disney. La película de 1998 recibió elogios de la crítica y fue un éxito financiero para el estudio.
La franquicia continuará, con un reinicio exclusivo de streaming en desarrollo que se lanzará en Disney+.

## Origen
El libro de ilustraciones para niños de ficción alemana de 1949 de Erich Kästner, fue escrito originalmente durante la Segunda Guerra Mundial como la trama de una película. En 1942, los funcionarios nazis le permitieron a Kästner desarrollar el proyecto bajo el título provisional de "El gran secreto", antes de que las autoridades finalmente prohibieran su trabajo continuo. Después de la resolución de la guerra, el autor volvió a desarrollar la historia en la exitosa novela que se lanzó.
La trama sigue a Lisa Palffy y Lottie Körner, dos gemelas idénticas que fueron separadas al nacer cuando sus padres se divorciaron mientras cada una era criada por la mitad de la pareja respectiva. Las hermanas desprevenidas se encuentran en un campamento de verano en Bohrlaken en el lago Bohren, donde diseñan un plan para cambiar de lugar cuando regresen a casa. Aunque su comportamiento es muy diferente, los padres no sospechan que las hijas hayan cambiado de lugar. Al darse cuenta de que la familia se reúne y a instancias de las hijas, la pareja vuelve a estar unida.
El libro se adaptó a varios lanzamientos, incluida la adaptación de Walt Disney. La novela fue descubierta por el editor de historias de Disney, Bill Dover, quien recomendó al estudio que comprara los derechos de la película. La producción comenzó en julio de 1960 bajo el título provisional de "We Belong Together", y se prolongó hasta septiembre del mismo año.

## Películas
| Película                        | Fecha de lanzamiento ( Estados Unidos) | Director          | Guionista(s)                              | Historia                                  | Productor(es)                              |
| ------------------------------- | -------------------------------------- | ----------------- | ----------------------------------------- | ----------------------------------------- | ------------------------------------------ |
| The Parent Trap                 | 21 de junio de 1961                    | David Swift       | David Swift                               | David Swift                               | Walt Disney y George Golitzen              |
| The Parent Trap 2               | 26 de julio de 1986                    | Ronald F. Maxwell | Stuart Krieger                            | Stuart Krieger                            | Joan Barnett                               |
| Parent Trap 3                   | 9 de abril de 1989                     | Mollie Miller     | Jill Donner                               | Deborah Amelon y Jill Donner              | Jill Donner y Henry Colman                 |
| Parent Trap: Hawaiian Honeymoon | 19 de enero de 1989                    | Mollie Miller     | John McNamara                             | John McNamara                             | Charles Milhaupt y Richard Luke Rothschild |
| The Parent Trap                 | 22 de junio de 1998                    | Nancy Meyers      | David Swift, Nancy Meyers y Charles Shyer | David Swift, Nancy Meyers y Charles Shyer | Charles Shyer                              |
| Reinicio sin título             | TBA                                    | TBA               | TBA                                       | TBA                                       | Robert Iger                                |

### The Parent Trap (1961)
Dos hermanas gemelas idénticas, Sharon McKendrick y Susan Evers, que se separaron al nacer debido al divorcio de sus padres, se reencuentran involuntariamente años después en un campamento de verano. Juntos, idean un plan para reunir a sus padres y reconciliar a su familia. Sharon y Susan, una de las cuales ha vivido con su madre y la otra con su padre, cambian de lugar tras el campamento con la intención de convencer a sus padres para que se enamoren una vez más. El prometido buscador de oro de su padre se opone de manera problemática a sus intentos. Las niñas redoblan sus esfuerzos para unir a sus padres.

### The Parent Trap 2 (1986)
Años después de la primera película, Sharon se encuentra viviendo la vida de una madre soltera divorciada. Mientras está en la escuela de verano, su hija Nikki, de 11 años, se hace amiga de una niña llamada Mary. Ambos trabajan juntos como casamenteros para persuadir a Susan de que salga con el padre viudo de Mary, llamado Bill. Los jóvenes amigos trabajan para convencer a sus padres de que deberían estar saliendo. Como Sharon planea mudarse a Nueva York, Susan se incorpora al plan para ayudar a los padres solteros a darse cuenta de que se aman.

### Parent Trap 3(1989)
Al regresar de sus respectivas vacaciones de verano, las trillizas Megan, Lisa y Jessie Wyatt descubren que su padre Jeffrey está comprometido con una snob Cassie McGuire. Cuando Cassie toma la impopular decisión de remodelar la casa de playa de la familia en California, Susan Evers es contratada para redecorar. Susan, que ahora está divorciada, encuentra satisfacción en su trabajo. A medida que los trillizos deciden colectivamente que Susan es la mujer adecuada para su padre, desarrollan un plan para unir a la pareja. Cuando su plan no parece estar funcionando, recurren a la hermana gemela de Susan, Sharon McKendrick-Grand en busca de ayuda. Con la boda acercándose rápidamente, las mujeres se propusieron evitar que Jeffrey se casara con la mujer equivocada.

### Parent Trap: Hawaiian Honeymoon(1989)
La pareja de recién casados Jeffrey y Susan Wyatt heredan un resort familiar en Hawái de su difunta tía. Juntos, la pareja, sus trillizos adolescentes y la hermana gemela de Susan, Sharon, se mudan a la isla para reparar su estado deteriorado y restaurar el lugar de vacaciones para que puedan administrar un negocio operativo. A pesar de sus intentos, el proyecto demuestra ser más de lo que vale, por lo que Jeffrey y Susan deciden vender la propiedad una vez que se restablece. Mientras los trillizos encuentran experiencias con los chicos que conocen en la playa, Jeffrey entra en contacto con un antiguo rival de la escuela secundaria llamado Ray. Ray hace un trato para comprar la propiedad, con la promesa de mantener el complejo como está. Pronto sale a la luz que Ray tiene motivos ocultos, que pueden no solo incluir la tierra.

### The Parent Trap (1998)
Hallie Parker, criada en Estados Unidos, y Annie James, criada en Gran Bretaña, son hermanas gemelas, que fueron separadas al nacer. Por casualidad, los dos asisten al mismo campamento de verano y se conocen como completos extraños. Nacidas de padres divorciados Nick y Elizabeth, las niñas preadolescentes se criaron en lados opuestos del Océano Atlántico. Después de superar sus diferencias y hacerse amigos cercanos, la pareja crea un plan para intercambiar lugares cuando regresan a casa, dándoles a cada uno la oportunidad de pasar tiempo con el padre con el que no han tenido la oportunidad de entablar una relación. Los gemelos pronto deciden que quieren volver a unir a la familia y tienen ideas para reunir a sus padres.

### Reinicio sin título (TBA)
En noviembre de 2019, se anunció que se estaba desarrollando un reinicio. El proyecto se lanzará vía streaming, como exclusivo de Disney+.
| Personaje                    | Película              | Película           | Película            | Película                        | Película               | Película            |
| Personaje                    | The Parent Trap(1961) | The Parent Trap II | Parent Trap III     | Parent Trap: Hawaiian Honeymoon | The Parent Trap (1998) | Reinicio sin título |
| ---------------------------- | --------------------- | ------------------ | ------------------- | ------------------------------- | ---------------------- | ------------------- |
| Reparto principal            |                       |                    |                     |                                 |                        |                     |
| Sharon McKendrick-Grand      | Hayley Mills          | Hayley Mills       | Hayley Mills        | Hayley Mills                    |                        |                     |
| Susan Evers-Wyatt            | Hayley Mills          | Hayley Mills       | Hayley Mills        | Hayley Mills                    |                        |                     |
| Margaret "Maggie" McKendrick | Maureen O'Hara        |                    |                     |                                 |                        |                     |
| Mitchel "Mitch" Evers        | Brian Keith           |                    |                     |                                 |                        |                     |
| William "Bill" Grand         |                       | Tom Skerritt       |                     |                                 |                        |                     |
| Nicole "Nikki" Ferris        |                       | Carrie Kei Heim    |                     |                                 |                        |                     |
| Mary Grand                   |                       | Bridgette Andersen |                     |                                 |                        |                     |
| Lisa Wyatt                   |                       |                    | Leanna Creel        | Leanna Creel                    |                        |                     |
| Jessie Wyatt                 |                       |                    | Monica Lacy         | Monica Lacy                     |                        |                     |
| Megan Wyatt                  |                       |                    | Joy Creel           | Joy Creel                       |                        |                     |
| Hallie Parker                |                       |                    |                     |                                 | Lindsay Lohan          |                     |
| Annie James                  |                       |                    |                     |                                 | Lindsay Lohan          |                     |
| Nicholas "Nick" Parker       |                       |                    |                     |                                 | Dennis Quaid           |                     |
| Elizabeth "Liz" James        |                       |                    |                     |                                 | Natasha Richardson     |                     |
| Reparto secundario           |                       |                    |                     |                                 |                        |                     |
| Vicky "Vicki" Robinson-Blake | Joanna Barnes         |                    |                     |                                 | Joanna Barnes          |                     |
| Cassie McGuire               |                       |                    | Patricia Richardson |                                 |                        |                     |
| Nick                         |                       |                    | Ray Baker           |                                 |                        |                     |
| Ray                          |                       |                    |                     | John M. Jackson                 |                        |                     |
| Charlotte Brink              |                       |                    |                     | Jayne Meadows                   |                        |                     |
| Charles James                |                       |                    |                     |                                 | Ronnie Stevens         |                     |
| Chessy                       |                       |                    |                     |                                 | Lisa Ann Walter        |                     |
| Martin                       |                       |                    |                     |                                 | Simon Kunz             |                     |
| Meredith Blake               |                       |                    |                     |                                 | Elaine Hendrix         |                     |
| Les Blake                    |                       |                    |                     |                                 | J. Patrick McCormack   |                     |

## Detalles adicionales del equipo y la producción
| Película                        | Tripulación / Detalle | Tripulación / Detalle | Tripulación / Detalle         | Tripulación / Detalle               | Tripulación / Detalle                                                                                              | Tripulación / Detalle |
| Película                        | Compositor            | Fotografía            | Editor(es)                    | Productoras                         | Distribuidoras | Duración              |
| ------------------------------- | --------------------- | --------------------- | ----------------------------- | ----------------------------------- | --- | --------------------- |
| The Parent Trap(1961)           | Paul Smith            | Lucien Ballard        | Philip W. Anderson            | The Walt Disney Company             | Buena Vista Distribution                                                                                           | 128 minutos           |
| The Parent Trap II              | Charles Fox           | Peter Stein           | Corky Ehlers                  | Walt Disney Television              | The Walt Disney Company Buena Vista Television Disney Channel Disney-ABC Domestic Television The Landsburg Company | 81 minutos            |
| Parent Trap III                 | Joel McNeely          | Isidore Mankofsky     | Howard Kunin y Duane Hartzell | Walt Disney Television              | Buena Vista Television Disney-ABC Domestic Television NBC                                                          | 85 minutos            |
| Parent Trap: Hawaiian Honeymoon | Joel McNeely          | Michel Hugo           | Art Stafford y Karen I. Stern | Walt Disney Television              | Buena Vista Television Disney-ABC Domestic Television NBC                                                          | 86 minutos            |
| The Parent Trap (1998)          | Alan Silvestri        | Dean Cundey           | Stephen A. Rotter             | Walt Disney Pictures                | Buena Vista Pictures Distribution                                                                                  | 128 minutos           |
| Reinicio sin título             | TBA                   | TBA                   | TBA                           | Walt Disney Studios Motion Pictures | Disney+ The Walt Disney Company                                                                                    | TBA                   |

## Recepción

### Taquilla y desempeño financiero
| Película               | Taquilla bruta | Taquilla bruta    | Taquilla bruta   | Ranking de taquilla              | Ranking de taquilla             | Presupuesto                | Ingreso neto total mundial | Ref.                |
| Película               | Norteamérica   | Otros territorios | En todo el mundo | Todo el tiempo América del Norte | Todo el tiempo en todo el mundo | Presupuesto                | Ingreso neto total mundial | Ref.                |
| ---------------------- | -------------- | ----------------- | ---------------- | -------------------------------- | ------------------------------- | -------------------------- | -------------------------- | ------------------- |
| The Parent Trap(1961)  | $25,150,385    | $4,500,000        | $29,650,385      | #3,163                           | N.º 5,991                       | No disponible públicamente | <$29,650,385               | [ 17 ]              |
| The Parent Trap (1998) | $66,308,518    | $25,800,141       | $92,108,659      | #1,257                           | N.º 3,340                       | $15 000 000                | $77,108,659                | [ 5 ] [ 18 ] [ 19 ] |
| Totales                | $91,458,903    | $30,300,141       | $121,759,044     |                                  |                                 |                            | <$106,759,044              |                     |

### Respuesta crítica y pública
| Película                        | Rotten Tomatoes       | Metacritic              | CinemaScore |
| ------------------------------- | --------------------- | ----------------------- | ----------- |
| The Parent Trap(1961)           | 90% (20 valoraciones) | 73/100 (4 valoraciones) | N/A         |
| The Parent Trap II              | N/A (3 reseñas)       | N/A                     | N/A         |
| Parent Trap III                 | N/A (2 reseñas)       | N/A                     | N/A         |
| Parent Trap: Hawaiian Honeymoon | N/A                   | N/A                     | N/A         |
| The Parent Trap (1998)          | 86% (51 valoraciones) | 64/100 (19 reseñas)     | A           |

## Otros medios

### Reunión de aniversario
En mayo de 2020, Nancy Meyeres anunció un evento de reunión de aniversario de 22 años para el elenco y el equipo de remake de 1998. El evento de aniversario incluyó a Lindsay Lohan, Dennis Quaid, Elaine Hendrix, Lisa Ann Walter, Meyers, Charles Shyer y Simon Kunz. En julio del mismo año, hablaron juntos sobre la realización de la película en la página de Instagram de Katie Couric como recaudador de fondos de caridad para World Central Kitchen.

### Documental
Family Films Productions está desarrollando The Legacy of The Parent Trap, un documental que ofrece una visión retrospectiva del desarrollo de The Parent Trap. La película presenta recuerdos e historias de varios actores y equipo, sobre la película original de 1961 y sus tres secuelas. Entre las entrevistas, se incluyen imágenes completamente nuevas de Hayley Mills. Entre los entrevistados adicionales se incluyen Tom Skerritt, Carrie Kei Heim, trillizos Creel, incluidos Monica Creel Lacy, Leanna & Joy Creel, Susan Henning, Ron Maxwell (Directora de Parent Trap II , Mollie Miller (Directora de Parent Trap III / Hawaiian Honeymoon)), Tommy Sands y Joanna Barnes e incluso Lynette Winters y Kay Cole (escenas de campamentos). Teresa Andersen, de Bridgette Andersen, su madre, analiza las reflexiones sobre las experiencias que ocurrieron en el set durante el rodaje de The Parent Trap II , con el director Ron Maxwell, entre otros, incluido el escritor Stu Krieger, que escribió el guion de Parent Trap II. Marilyn McCoo también aparece compartiendo recuerdos sobre la grabación de música para Parent Trap II.. Charles Fox escribió el tema, "Consigamos lo que tenemos", que fue el título musical en la apertura de "The Parent Trap II", y la partitura musical completa. También aparece en la cámara, hablando de sus experiencias al escribir la canción y la música. El historiador y los autores de Disney (empleados anteriores de Disney) Bill Cotter y Lorraine Santoli también aparecen en cámara.
El proyecto analiza y se centra en la vida de Erich Kastner, quien escribió el libro alemán original, Das Doppelte Lottchen, en el que se basaron las películas. Luke Springman, el profesor de alemán Aaron Pacentine es el productor ejecutivo de la película. Este es el primer documental de larga duración que detalla la cobertura de las películas de Parent Trap de la década de 1980, y la primera vez que la directora, Mollie Miller, ha hablado públicamente sobre la película original desde entonces.